# Exorista sorbillans
Exorista sorbillans là một loài ruồi trong họ Tachinidae.